# La Chatte sort ses griffes
Série
La Chatte
(1958)
Pour plus de détails, voir Fiche technique et Distribution.
La Chatte sort ses griffes est un film d'espionnage français réalisé par Henri Decoin, sorti en 1960. Le film est la suite de La Chatte, film sorti deux ans plus tôt.

## Synopsis
La France sous l’Occupation. Exécutée pour trahison envers la Résistance, Cora, nom de code « La Chatte », avait été laissée pour morte. Récupérée et soignée par les Allemands, le docteur von Hollwitz, pratique sur elle un lavage de cerveau pour la contrôler et l’utiliser comme contre-espionne. Au printemps 1944, on simule son évasion pour qu’elle reprenne contact avec la Résistance. Elle doit faire capoter la mission de Charles, ingénieur à la SNCF, qui consiste à faire sauter un train chargé de V1 destinés à alimenter les rampes de lancement installées sur les côtes françaises pour bombarder Londres. Mais au dernier moment, La Chatte retrouve sa lucidité.

## Fiche technique
- Titre : La Chatte sort ses griffes
- Réalisation : Henri Decoin
- Scénario et dialogues : Jacques Rémy
- Adaptation : Jacques Rémy, Henri Decoin et Eugène Tucherer
- Photographie : Pierre Montazel
- Montage : Claude Durand
- Musique : Joseph Kosma
- Décoration : Lucien Aquettand
- Ingénieur du son : Robert Teisseire
- Assistant réalisateur : Edmond Agabra
- Photographe de plateau : Roger Forster
- Créateur de l'affiche : Jean-Claude Trambouze[1]
- Production : Eugène Tucherer et Robert Woog[2]
- Sociétés de Production : Paris Élysée Films, Films Metzger et Woog, Films Balar
- Distribution : Discifilm (France), Elysée Films (Belgique)
- Pays d'origine :  France
- Tournage : du 24 août au 3 octobre 1959 à Montmartre, dans le métro parisien, à la gare de Noisy-le-Roi et aux Studios de Billancourt
- Format : Noir et blanc - 35 mm - 1,66:1 - Mono
- Genre :  Espionnage
- Durée : 102 minutes
- Date de sortie :
  - France, 9 mars 1960

## Distribution
- Françoise Arnoul : Cora Massimier, dite La Chatte
- Harold Kay : Charles
- Horst Frank : le major Von Hollwitz
- François Guérin : Louis, le chef du réseau de résistance
- Anne Tonietti : Maud, la femme de Louis
- Françoise Spira : Marie-José
- Bernard Lajarrige : Dalmier, dit Athos
- Michel Jourdan : Tonio, l'opérateur radio
- Gérard Darrieu : Jean-Lou
- Ginette Pigeon : l'infirmière allemande
- Jean-Pierre Zola : un officier allemand
- Jean Berton : le cheminot résistant
- Robert Berri : le chauffeur du camion, lors de l'accident simulé
- Albert Médina : le patron du restaurant
- Anna Gaylor : Mlle Lepage, l'assistante sociale
- Werner Peters (Ferdinand Peters) : le général allemand
- Jacques Fabbri : Gustave, le chef du réseau sud
- France Asselin : Mme Buisson (non crédité)
- Georges Atlas : un barman (non crédité)
- Gabriel Gobin : le conducteur de la locomotive (non crédité)
- Robert Le Fort : un cheminot (non crédité)
- Albert Michel : un cheminot (non crédité)
- Liliane Patrick : la secrétaire de Dalmier (non crédité)
- Chris Van Loosen : Clara
- le projectionniste: Raymond Solag